# 구미 낙산리 삼층석탑
구미 낙산리 삼층석탑(龜尾 洛山里 三層石塔)은 대한민국 경상북도 구미시 해평면 낙산리의 절터에 위치한 석탑으로, 2단의 기단 위에 3층의 탑신을 올린 모전석탑 계열에 속한다. 1968년 12월 19일 대한민국의 보물 제469호로 지정되었다.

## 개요
선산은 신라에 불교가 처음 전파되었을 때와 인연이 있는 곳으로 거대한 석탑이 많이 남아 있다. 이 일대의 경작지에서 연꽃무늬가 새겨진 막새기와를 비롯하여 많은 기와조각과 토기조각 등이 발견되어 이 부근이 절터였음을 알 수 있다.
현재 이 탑은 약간의 손상이 있으나 비교적 완전한 형태로 남아 있으며, 통일신라시대의 전형적인 석탑양식인 2단의 기단(基壇) 위에 3층의 탑신(塔身)을 올린 모습이다.
기단부는 아래층 기단 가운데돌에 모서리기둥 2개와 가운데기둥 3개, 즉 한 면에 5개의 기둥이 새겨져 있다. 위층 기단 가운데돌에는 모서리기둥 2개와 가운데기둥 2개가 새겨져 있다. 탑신부의 1층 몸돌은 남쪽에 불상을 모시기 위한 방이 설치되어 있고, 방 입구에는 문을 달았던 동그란 구멍이 남아 있다. 지붕돌은 아래받침과 지붕 추녀, 윗면 층단 모두 전탑의 양식을 모방하고 있다. 꼭대기의 머리장식은 모두 없어지고 머리장식을 받치던 노반(露盤)만 남아 있다.
이 탑의 아래층 기단에 가운데기둥을 3개나 새긴 것은 초기적인 양식이라 할 수 있는데, 몸돌과 지붕돌의 구성방법은 다소 시대가 떨어지는 면을 보여준다. 이와 같은 양식은 구미 죽장리 오층석탑(국보 제130호)에서도 볼 수 있는 것으로 일종의 모전석탑 계열에 속하는 유형이다. 돌의 구성에서도 규율성을 잃지 않고, 기단부의 구조와 각 부를 짠 수법으로 보아 석탑의 건립시기는 8세기경인 통일신라 전기로 추정된다.

## 형태
지대석이 받치고 있으며, 하층의 기단은 여덟 개의 돌로 구성되었다. 하층에는 양 귀기둥이 있으며, 그 앞에 세 개의 버팀기둥이 있다. 상층의 갑석(甲石)은 네 개의 돌로 구성되었으며, 탑신 바로 아래에도 다듬은 장대석이 두 받침돌에 포개져 있다. 지금은 감실의 문은 남아 있지 않고, 문비의 흔적만 남아 있다.
옥개는 여러 개로 구성되었으며, 지붕 또한 전탑 양식을 모방하여 여러 단의 층단을 이루고 있다. 초층의 옥개는 받침이 5단이고, 열세 개의 돌로 되어 있다.
2층의 탑신은 세 개씩, 여섯 개로 이루어져 있다. 옥개는 받침이 5단이고, 부분별로 여섯 개의 돌로 이루어져 있으며, 층단부는 전탑 양식을 모방하여 십여 개의 돌로 구성되었다.
3층의 탑신은 네 개의 돌로 구성되었고, 옥개는 다섯 개로 된 받침부에 4단의 옥개 받침이 있다. 정상에는 하나의 돌로 된 노반이 놓여 있고, 중앙에는 찰주공이 삼층 옥개석 중심까지 관통하고 있다.

## 사진

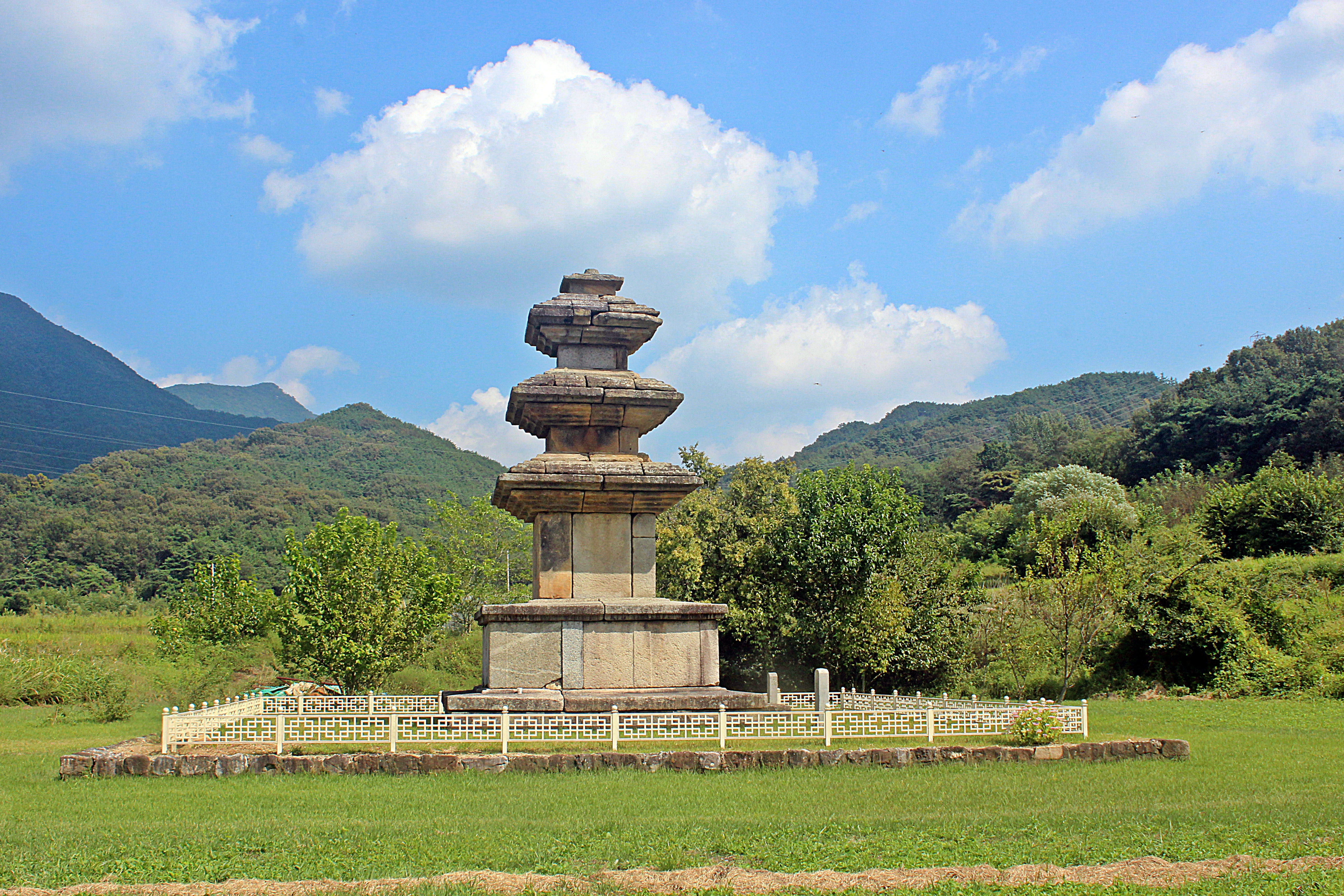

## 참고 문헌
- 《구미시지》 보정판, 구미문화원.